# Emdenimyia spinosa
Emdenimyia spinosa är en tvåvingeart som beskrevs av Guilherme A.M.Lopes 1948. Emdenimyia spinosa ingår i släktet Emdenimyia och familjen köttflugor. Inga underarter finns listade i Catalogue of Life.